# Plini
Plini Roessler-Holgate es un guitarrista australiano y compositor. En sus inicios, publicó música bajo el nombre Halcyon, antes de empezar a usar su propio nombre como nombre artístico. Steve Vai le describió como "el futuro del virtuosismo en la guitarra", y el sitio web MusicRadar nombró a Plini el mejor guitarrista del rock progresivo de 2017.
Plini ha lanzado una trilogía de EPs (Other Things y Sweet Nothings en 2013, The End of Everything en 2015). Su álbum de debut, Handmade Cities, el cual Vai describió como "uno de los mejores, más avanzados a su tiempo, melódica, rítimica y armónicamente profundos discos instrumentales de guitarra que [él] ha escuchado", se lanzó en 2016. Sunhead, un EP, fue lanzado en 2018.

## Discografía

### Álbumes en solitario
- Handmade Cities (2016)
- Impulse Voices (2020)[6]

### Con otros artistas
- "The Argument of Periapsis" Abstraction (Cloudyhead, 2012)
- "Particles Collide" Invent the Universe (Sithu Aye, 2012)
- "Pulse, Pt. 1" Pulse (Sithu Aye, 2014)
- "Sailing Stone" Meridian (The Helix Nebula, 2014)
- "Ode to the Vulture" The Sapling (Trees on Mars, 2014)
- "The Constant" Guiding Light (Skyharbor, 2014)
- "Run" Wishful Lotus Proof (Jakub Zytecki, 2015)
- "Earthshine" Journey to the Stars (Widek, 2015)
- "Water Drops" The Ocean Atlas (Modern Day Babylon, 2015)
- "5:12 AM" Souvenirs (Novelists, 2015)
- "Libra" The Shape of Colour (Intervals, 2015)
- "Decimator" Tearing Back the Veil I: Ascension (Lithium Dawn, 2015)
- "Malaise" (Oceill, 2016)
- "Violet" Tiny, Little Light (Umi, 2016)
- "New Pyramids" The Impressionist (Hedras, 2017)
- "Wounded Wings - feat. Plini" Ruins (Daniel Tompkins de Tesseract, 2020)
- "Push" feat. Jack Gardiner & Plini (Mike Dawes, 2021)